# 威尔·基恩
威尔·戴维·基恩（英語：William David Keane，1993年1月11日—），是一名英格兰出生，爱尔兰足球运动员，司职前锋，現效力於英冠球隊普雷斯頓。愛爾蘭共和國國家足球隊成員。
基恩出生在大曼彻斯特地区的小城斯托克波特，加入曼联青训学院后逐级晋升，并且入选了各级英格兰青少年代表队。2011年12月，基恩就获得在英超代表曼联一线队替补出场的机会。不过他在2012年十字韧带受伤，未入选最终参加世青赛的英格兰U-21代表队。
威尔·基恩的双胞胎兄弟迈克尔·基恩效力于愛華頓，司职中堅。